# Odunayo Adekuoroye
Odunayo Folasade Adekuoroye (* 12. Oktober 1993 in Akure, Nigeria) ist eine nigerianische Ringerin. Sie gewann bei der Weltmeisterschaft 2015 eine Bronzemedaille in der Gewichtsklasse bis 53 kg und wurde 2017 Vize-Weltmeisterin in der Gewichtsklasse bis 55 kg Körpergewicht.

## Werdegang
Odunayo Adekuoroye begann als Jugendliche an der Adegrola Memorial Grammar School in Akure mit dem Ringen. Ihr großes Vorbild ist der ehemalige Ringer-Weltmeister Daniel Igali, der aus Nigeria stammt, aber für Kanada an den Start ging. Seit 2010 gehört sie dem Nationalteam der Ringerinnen von Nigeria an und wird von Akuh Purity trainiert.
Ihren ersten internationalen Erfolg heimste sie im April 2010 ein, als sie in Kairo afrikanische Meisterin der Altersgruppe „Cadets“ in der Gewichtsklasse bis 49 kg wurde. Noch im gleichen Jahr wurde sie, wieder in Kairo, auch afrikanische Meisterin der Altersgruppe „Juniors“ in der Gewichtsklasse bis 51 kg Körpergewicht. Im Oktober 2010 wurde sie vom nigerianischen Ringerverband bei den Commonwealth Games in Delhi in der Gewichtsklasse bis 48 kg eingesetzt. Sie belegte dort einen hervorragenden dritten Platz und musste nur der Olympiasiegerin Carol Huynh aus Kanada und Davi Nirmala aus Indien den Vortritt lassen.
Im September 2011 war sie bei der Weltmeisterschaft in Istanbul am Start. In der Gewichtsklasse bis 51 kg verlor sie ihren ersten Kampf gegen Maria Iwanowa aus Belarus knapp nach Punkten. Da Maria Iwanowa das Finale nicht erreichte, musste sie ausscheiden und sich mit dem 14. Platz zufriedengeben.
2012 kam Odunayo Adekuoroye bei der Afrikameisterschaft in Marrakesch in der Gewichtsklasse bis 55 kg hinter Marwa Amri aus Tunesien auf den 2. Platz. Sie konnte sich aber nicht für die Teilnahme an den Olympischen Spielen 2012 in London qualifizieren.
2013 belegte sie bei der Afrikameisterschaft in N’Djamena in der Gewichtsklasse bis 51 kg hinter Isabelle Sambou aus dem Senegal den 2. Platz. Im Dezember 2013 gelang ihr dann bei den Commonwealth Meisterschaften in Johannesburg in der gleichen Gewichtsklasse der Sieg vor der Inderin Vinesh.
Bei der Afrikameisterschaft 2014 in Tunis kam Odunaye Adekuoroye in der Gewichtsklasse bis 53 kg auf den 2. Platz. Sie unterlag im Finale, wie schon bei der Afrikameisterschaft des Vorjahres, gegen Isabelle Sambou. Ein großer Erfolg gelang ihr dann im Juli 2014. Sie siegte bei den Commonwealth Games in Glasgow in der Gewichtsklasse bis 53 kg vor Lalita Kumari aus Indien, Jillian Gallays aus Kanada und Mpho Madi aus Südafrika.
Im Mai 2015 wurde Odunaye Adekuoroye in Alexandria in der Gewichtsklasse bis 53 kg erstmals Afrikameisterin. Sie verwies dort Isabelle Sambou, Dorsaf Elgharsi aus Tunesien und Mona Samir Mahmoud aus Ägypten auf die Plätze. Bei der Weltmeisterschaft 2015 in Las Vegas bewies sie dann, dass auch afrikanische Ringerinnen in der Weltspitze mit ringen können. Sie siegte in Las Vegas in der Gewichtsklasse bis 53 kg über Natalja Malyschewa aus Russland und Lilija Horischna aus der Ukraine, dann unterlag sie im Viertelfinale gegen Sofia Mattsson aus Schweden, sicherte sich aber danach mit Siegen über Nadeschda Schuschko aus Belarus und Zhong Xuechon aus China eine Bronzemedaille. Eine Woche nach diesem Erfolg siegte sie auch bei den Afrikaspielen in Brazzaville in der Gewichtsklasse bis 53 kg vor Isabelle Sambou und Parfonite Mambou, Kongo.
Im März 2016 wurde Odunaye Adekuroye in Alexandria wiederum afrikanische Meisterin in der Gewichtsklasse bis 55 kg. Bei den Olympischen Spielen 2016 in Rio de Janeiro startete sie in der Gewichtsklasse bis 53 kg, in die sie abtrainieren musste, weil die Gewichtsklasse bis 55 kg nicht olympisch war. Sie verlor dort ihren ersten Kampf gegen Sofia Mattsson. Da diese das Finale nicht erreichte, schied sie aus und kam nur auf den 16. Platz.
2017 wurde sie in Marrakesch in der Gewichtsklasse bis 55 kg erneut afrikanische Meisterin. Einen weiteren großen Erfolg in ihrer Laufbahn errang sie dann bei der Weltmeisterschaft 2017 in Paris. In der Gewichtsklasse bis 55 kg siegte sie dort über Mathilde Riviere aus Frankreich, Lenka Kockowa Martinakowa, Tschechien, Davaanchimeg Erchenbayar, Mongolei und Irina Kuratschkina aus Belarus, ehe sie im Finale von der Japanerin Haruna Okuna geschlagen wurde. Sie wurde damit Vize-Weltmeisterin.
Im Februar 2018 wurde Odunayo Adekuoroye in Port Harcourt, Nigeria, Afrikameisterin in der Gewichtsklasse bis 57 kg Körpergewicht. In der gleichen Gewichtsklasse siegte sie auch im April 2018 in Gold Coast, Australien, bei den Commonwealth Games. Sie besiegte dabei im Endkampf Pooja Dhanda aus Indien. Bei der Weltmeisterschaft 2018 in Budapest brachte sie das Kunststück fertig, in der ersten Runde die starke Japanerin Katsuki Sakagami zu besiegen. In der nächsten Runde verlor sie dann aber gegen Pooja Dhanda knapp mit 6:7 Wertungspunkten. Da diese das Finale nicht erreichte, schied sie aus und kam nur auf den 9. Platz.
Bei den Afrikaspielen 2019 konnte sie ihren Erfolg von 2015 wiederholen und errang die Goldmedaille in der Klasse bis 57 kg. Dabei schaffte es keine ihrer Gegnerinnen einen Punkt gegen sie zu erzielen. Bei den Weltmeisterschaften im selben Jahr holte sie zum zweiten Mal eine Bronzemedaille.
Während der Eröffnungsfeier der Olympischen Sommerspiele 2020 war sie gemeinsam mit dem Tischtennisspieler Quadri Aruna sowie auch der Schlussfeier die Fahnenträgerin ihrer Nation. Beim Wettkampf in der Freistil-Gewichtsklasse bis 57 kg wurde sie in der ersten Runde von Anastasia Nichita per Schultersieg bezwungen und schied aus.

## Internationale Erfolge
| Jahr | Platz | Wettbewerb                                    | Gewichtsklasse | Ergebnisse |
| ---- | ----- | --------------------------------------------- | -------------- | --- |
| 2010 | 1.    | Afrikanische Meisterschaft (Cadets) in Kairo  | bis 49 kg      | vor Samr Ramadan, Ägypten |
| 2010 | 1.    | Afrikanische Meisterschaft (Juniors) in Kairo | bis 51 kg      | vor Siham Haja, Marokko |
| 2010 | 3.    | Commonwealth Games in Delhi                   | bis 48 kg      | hinter Carol Huynh, Kanada und Davi Nirmala, Indien |
| 2011 | 14.   | WM in Istanbul                                | bis 51 kg      | nach einer Niederlage gegen Maria Iwanowa, Belarus |
| 2012 | 2.    | Afrikanische Meisterschaft in Marrakesch      | bis 55 kg      | hinter Marwa Amri, Tunesien, vor Rochyatou Sonko, Senegal und Noma Khalil, Ägypten |
| 2013 | 2.    | Afrikanische Meisterschaft in N’Djamena       | bis 51 kg      | hinter Isabelle Sambou, Senegal, vor Hedia Trabelsi, Tunesien |
| 2013 | 1.    | Commonwealth Meisterschaft in Johannesburg    | bis 51 kg      | vor Vinesh, Indien, Mpho Madi, Südafrika und Jeayne Clarson, Schottland |
| 2014 | 2.    | Afrikanische Meisterschaft in Tunis           | bis 53 kg      | hinter Isabelle Sambou, vor Selma Jemaii, Tunesien |
| 2014 | 1.    | Commonwealth Games in Glasgow                 | bis 53 kg      | vor Lalita Kumari, Indien, Jillian Gallays, Kanada und Mpho Madi, Südafrika |
| 2015 | 1.    | Afrikanische Meisterschaft in Alexandria      | bis 53 kg      | vor Isabelle Sambou, Dorsaf Elgharsi, Tunesien und Mona Samir Mahmoud, Ägypten |
| 2015 | 3.    | WM in Las Vegas                               | bis 53 kg      | nach Siegen über Natalja Malyschewa, Russland und Lilija Horischna, Ukraine, einer Niederlage gegen Sofia Mattsson, Schweden und Siegen über Nadeschda Schuschko, Belarus und Zhong Xuechon, China      |
| 2015 | 1.    | Afrikaspiele in Brazzaville                   | bis 53 kg      | vor Isabelle Sambou und Parfonite Mambou, Kongo |
| 2015 | 1.    | Golden-Grand-Prix in Baku                     | bis 53 kg      | hinter Helen Maroulis, USA und Sofia Mattsson |
| 2016 | 1.    | Afrikanische Meisterschaft in Alexandria      | bis 55 kg      | vor Rim Ayari, Tunesien, Norma Gordon, Südafrika und Joseph Emilienne Essombe Taiko, Kamerun |
| 2016 | 16.   | OS in Rio de Janeiro                          | bis 53 kg      | nach einer Niederlage gegen Sofia Mattsson |
| 2016 | 1.    | Golden-Grand-Prix in Baku                     | bis 55 kg      | vor Nina Menkenowa, Russland, Tatjana Kit, Ukraine und Aljona Kolesnik, Aserbaidschan |
| 2017 | 1.    | Afrikanische Meisterschaft in Marrakesch      | bis 55 kg      | vor Joseph Emilienne Essombe Taiko und Rim Ayari |
| 2017 | 1.    | Islamische Solidaritäts-Spiele in Baku        | bis 55 kg      | vor Natalja Sinischin, Aserbaidschan, Bediha Gün, Türkei und Emma Tissina, Kasachstan |
| 2017 | 2.    | WM in Paris                                   | bis 55 kg      | nach Siegen über Mathilde Riviere, Frankreich, Lenka Hockowa Martinakowa, Tschechien, Davaanchimeg Erchenbayar, Mongolei und Irina Kuratschkina, Belarus und einer Niederlage gegen Haruna Okuno, Japan |
| 2018 | 1.    | Afrikameisterschaft in Port Harcourt, Nigeria | bis 57 kg      | vor Joseph Emilienne Essombe Taiko, Kamerun, Dorssaf Gharssi, Tunesien und Carolyne Anyago Otiendo, Kenia                                                                                               |
| 2018 | 1.    | Commonwealth Games in Gold Coast, Australien  | bis 57 kg      | vor Pooja Dhanda, Indien, Emily Suzanne Schaefer, Kanada und Joseph Emilienne Essombe Taiko |
| 2018 | 9.    | WM in Budapest                                | bis 57 kg      | nach einem Sieg über Katsuki Sakagami, Japan und einer Niederlage gegen Pooja Dhanda |
| 2019 | 1.    | Afrikaspiele in El Jadida                     | bis 57 kg      | vor Eman Essam Guda Ebrahim, Ägypten, und Noëlle Mbouma, Republik Kongo |
| 2019 | 3.    | WM in Nur-Sultan                              | bis 57 kg      | Niederlage gegen Risako Kawai, Japan, und Sieg gegen Anastasia Nichita, Moldau |
| 2020 | 1.    | Afrikameisterschaft in Alger                  | bis 57 kg      | |
| 2021 | 13.   | OS in Tokio                                   | bis 57 kg      | nach einer Niederlage gegen Anastasia Nichita |

Erläuterungen
- alle Wettkämpfe im freien Stil
- OS = Olympische Spiele, WM = Weltmeisterschaft